# 尼古拉斯·洛里奇
尼古拉斯·洛里奇（俄语：Никола́й Константи́нович Ре́рих；1874年10月9日—1947年12月13日）是一名俄罗斯画家、作家、考古学家和神智学家。他被一些俄罗斯人认为是启蒙学家、哲学家和公眾人物。

## 早年
尼古拉斯出生在俄罗斯圣彼得堡。他的父親是個富裕的公證人，祖籍波羅的海德意志人，母亲是俄罗斯人。他曾在世界各个地方居住直到在印度喜马偕尔邦去世。他受過藝術家和律師訓練，主要興趣是文學、哲學、考古學，尤其是藝術。 他在戰爭期間致力於保護藝術和建築。他數度獲得諾貝爾和平獎的提名。洛里奇協定於1935年4月由美國和美洲國家組織的多數國家簽署成為法律。
尼古拉斯成长在19世纪的圣彼得堡。1893年他同时被圣彼得堡大学和皇家艺术学院录取。1897年，他获得了“艺术家”称号，并於第二年获得法律学位。

## 探險
洛里奇夫婦1925年離開紐約後，與他們的兒子喬治·德·洛里奇和六個朋友一起開始了為期五年的“洛里奇亞洲探險隊”。他說：“從錫金開始穿過旁遮普、克什米爾、拉達克、喀喇崑崙山脈、和田、喀什噶爾、焉耆、烏魯木齊、額爾齊斯河、阿爾泰山脈、蒙古的衛拉特自治州地區、戈壁中部、甘肅、柴達木和西藏，並於1926年繞道西伯利亞到莫斯科。洛里奇的亞洲探險隊引起了蘇聯、美國、英國和日本的外交和情報機構的注意。事實上，在此次探險之前，洛里奇本人請求蘇聯政府和布爾什維克秘密警察協助他進行探險，並承諾將監視英國在該地區的活動作為回報，但只得到了當時蘇聯外國情報頭目米哈伊尔·阿布拉莫维奇·特里利塞尔的冷淡回應。當探險隊穿越西伯利亞和蒙古時，布爾什維克一方面協助他進行後勤工作，一方面拒絕全力支持他的大膽烏托邦式計劃——東方神聖聯盟。東方神聖聯盟是一個精神烏托邦，洛里奇想發動中亞的佛教徒，在布爾什維克俄羅斯的贊助下創建一個高度精神合作的聯邦。正如洛里奇所說，這次探險的正式任務是擔任西方佛教到西藏的大使。然而西方媒體將他的遠征視為一個藝術和科學事業。
從1927年夏天到1928年6月之間，探險隊與外界的聯繫中止了一年。他們在西藏遭到襲擊，只有“我們的槍支優勢防止了流血事件......儘管我們擁有西藏護照，但這次探險被西藏當局強行攔截。”探險隊被西藏政府拘留了五個月，被迫住在零度以下的帳篷裡，並以微薄的口糧為生。在此期間五名探險隊員死亡。1928年3月他們獲准離開西藏，南行到印度，他們在那裡建立了一個稱為「喜馬拉雅研究所」的研究中心。但日後其出版的《香巴拉的辉煌》（Shambhala the Resplendent）一书他表示公開的探險筆記由於需要上交官方和科學界，所以他保持了科學觀嚴謹性，隱藏了離開西藏當地國民黨政府扣押地後的行蹤，其實他們抵達了傳說的香巴拉，進入一個超科技的文明世界，並見證了種種不可思議景象以及見到了香巴拉之王告知了他們一部分宇宙奧秘。關於此書的描述各界長期富有爭議，不少人認為是編撰的小說，但也有神祕學領域相信者認為他成功發現了香巴拉。

## 洛里奇協定
其長期倡議的洛里奇協定，即「文化遺產高於一切當代軍事利益，不得破壞必須保護」精神在20世紀初期廣為流傳，1929年洛里奇聯合巴黎大學教授George Chklaver擬就一份關於文化遺產保護的國際協定草案，1935年，在這份草案的基礎上，洛里奇協定誕生，在白宮橢圓形辦公室由21個美洲國家共同簽署生效。二戰之後聯合國通過決議，要開始正式制定在戰爭和軍事衝突中保護和搶救文化遺產的國際法，繼承了洛里奇協定精神的各項法規日漸成熟和完善至今。
美国副总统亨利·阿加德·华莱士是一个与他频繁接触者。位于美国纽约的尼古拉斯·洛里奇博物馆是目前研究他作品的主要机构。